# 日立紅寒桜
日立紅寒桜（ひたちべにかんざくら）は、バラ科サクラ属のサクラ。
茨城県日立市固有の品種で、ヤマザクラ （山桜）とカンヒザクラ （寒緋桜）の交配種と推定されている。農林水産省の登録品種名は「日立紅寒」（ヒタチベニカン）である。

## 特徴
極早咲きの特徴を持っており、１月中頃から開花する。徐々に咲き始め、3月上旬ごろ見頃を迎えるという長く咲く種である。花は一重咲、淡紫ピンク色の中輪。寒桜より花の色が濃く、花が大きい。

## 由来
- 昭和40年代 - 緑化運動の一環でJR小木津駅に桜が植樹された。
- 1998年（平成10年） - 上記の一つが地域固有の新種ではないかと考えられ、研究が行われた。
- 2000年（平成12年） - 市民団体による芽接が成功した。「公益財団法人日本花の会　結城農場」の協力を得て苗木の育成を始める。
- 2001年（平成13年） - バイオ発芽に成功。「第13回さくらサミット in ひたち[2]」の開催を記念して市民公募を行い、花の特徴とこの土地にしかない桜を末永く守っていきたいとの願いから｢日立紅寒桜｣と命名。品種登録の申請を行った。
- 2002年（平成14年） - 小木津駅から日高公民館に原木を移植した。
- 2003年（平成15年） - 原木の枯死を確認。その後、芽接1号の2世（クローン苗木）を植栽した[3]。
- 2006年（平成18年） - 日立市固有の桜として農水省より種苗法に基づき品種登録された。

その後、新たな日立市固有の品種として「おぎつやよい」と「ひたち雅」が登録された。

## 植栽地
日立市かみね公園内の約30本を含め、日立市役所やJR日立駅中央口駅前広場、日高交流センターなど、市内に計280本が植えられている。市外には約50本の苗木が植栽された。
| 日立市かみね公園 | 日高交流センター     | JR日立駅中央口駅前広場 |
| 多賀市民プラザ   | 日立市桧沢緑地       | 弁天町 前の内公園      |
| 日立市役所       | 奥日立きららの里     | 石内 さくら公園        |
| 久慈浜グランド   | 池の川運動公園街路樹 | かみあい町中央公園     |